# Ksenija Sitniková
Ksenija Michajlaŭna Sitniková (* 15. května 1995 Mazyr) je běloruská zpěvačka. V roce 2005 reprezentovala Bělorusko na Junior Eurovision Song Contest, kde vyhrála se svou vlastní písní „My vmeste“.

## Diskografie
- 2005: My vmeste
- 2010: Respublika Kseniya